# Chez Bompa Lawijt
Chez Bompa Lawijt is een Vlaamse televisieserie die van 3 april 1994 tot 1996 werd uitgezonden op de Vlaamse commerciële omroep VTM. De reeks gaat over de hoofdpersonages Albert en Francine die in Herbeumont het hotel La Chatelaine hebben overgenomen. Chez Bompa Lawijt werd bedacht door Ruud De Ridder en is een spin-off van de televisiereeks Bompa.

## Verhaal
Chez Bompa Lawijt is het vervolg op Bompa.
Albert en zijn vrouw Francine beginnen aan een nieuwe stap in hun leven, het hotel Chez Bompa Lawijt uitbaten in Herbeumont in de Ardennen. Albert speelt receptionist en springt als het druk is in als garçon of keukenhulp, Francine doet de administratie. Hun aandeelhouders zijn Leo en tante Josée die samen in het bedrijf Vleugels & Partners zitten. Toen Jos Vleugels (den Bompa), de grootvader van hun schoonzoon Leo stierf, heeft hij in zijn testament gezet dat Albert en Francine het hotel moesten uitbaten, dat hij anders ging komen spoken. Tante Josée is de stiefmoeder en tevens tante van Leo. Voor dat Bompa stierf heeft hij aan Albert een stuk van 100 frank van 1950 met de 4 koningen op (Leopold I, II, III en Albert I) gegeven. Als Albert over het stuk wrijft ziet en hoort hij de geest van Bompa die hem dan helpt. Enkel Albert kan Bompa zien en horen. De oude gebuur van den Bompa, Achmed, gaat als garçon aan het werk in het hotel. Een goede kennis van den Bompa, de gewezen bouwvakker Ward uit Steendorp, gaat als kok aan de slag. Ward heeft de gewoonte altijd é? é? é? te zeggen. Hij is getrouwd met Marie-Louise. Een andere vroegere gebuur van den Bompa, André, wordt klusjesman in het hotel. De vroegere facteur van den Bompa, Frans, maakt reclame voor het hotel als hij zijn ronde doet.
Albert heeft het in het begin moeilijk en roept de geest van Bompa op. Bompa spreekt hem moed in en geeft hem tips. Zo weet Bompa dat de dochter van een vriend van Achmed werk zoekt. Ze heet Dudu en gaat als kamermeisje aan de slag in het hotel. André hoort Albert spreken en zegt tegen Francine dat hij ze niet meer alle vijf heeft omdat hij tegen Jos Vleugels spreekt. Francine zegt dat Albert ervan overtuigd is dat Bompa zijn raadgever is, en hij met Bompa kan spreken. Francine begint al even hard te roepen als Albert en kan gemakkelijk "Bomma Lawijt" genoemd worden. Het hotel opent zijn deuren. Ward en zijn vrouw Marie-Louise missen elkaar omdat ze elkaar te weinig zien, maar één keer per week. Voor André is het geen probleem, hij ziet zijn vrouw Marjan zelfs maar één keer per maand. Ward heeft al voorgesteld aan Marie-Louise om ook in Herbeumont te komen wonen maar ze wil in Steendorp blijven. Albert vraagt Bompa om hulp. Bompa stelt voor om Marie-Louise in dienst te nemen, ze heeft een motor met sidecar en zo kan ze voor het hotel vers eten gaan halen en ziet ze Ward meer. Ze rijdt van Steendorp om vers voedsel en rijdt dan naar het hotel, dat de naam Steendorp Express krijgt. Albert wordt nu ook sportmonitor, entertainer en animator in het hotel. Als getraind fietser beklimt hij de bergen. De Chien de Chasse is een hotel in de buurt, ze hebben er gespecialiseerd personeel en de baas heet Pierre Verselder. Tante Josée en Leo komen op bezoek. Tante Josée vertelt dat haar man Roger, de vader van Leo erg kalm is geworden omdat hij zijn werkmaat Ward mist. Marie-Louise begint Ward ook af en toe te helpen in de keuken.
Francine wordt al gek bij de gedachte alleen dat Nonkel Karel op bezoek komt net als madame De Brabandere, het hoofd van een groot reisbureau, langskomt voor een prospectie. Achmed en André kopen een tweedehands autootje, ze verhuren het aan het hotel voor diensten te doen. Nonkel Karel Van Acker, de nonkel van Albert en broer van zijn overleden vader komt voor een week naar het hotel. Zijn dochter heet Mariette en zijn schoonzoon heet Marcel. Nonkel Karel verzamelt koffiemolens en heeft ze meegenomen in een paar grote koffers naar het hotel. Albert wil kano's gaan verhuren. Mariette belt dat Nonkel Karel nog een week langer moet blijven omdat ze nog op vakantie is in Portugal. Albert zegt tegen André dat hij van de zolder hotelkamers wil maken. Dankzij Leo zijn publicrelationsbureau komt het hotel aan meer klanten. Leo, zijn vrouw Sonja en hun zoontje Joske komen op bezoek. Albert roept Bompa op maar Leo ziet zijn grootvader niet. Sonja maakt zich zorgen omdat haar vader geesten ziet. Het personeel is het al gewoon, maar voor de klanten is het raar. Leo en Albert gaan fietsen zoals ze vroeger deden in het fietsclubje van Bompa. Albert verliest zijn muntstuk. Hij zal nooit nog contact kunnen hebben met Bompa en is er ziek van. Leo gelooft niks van het geestenverhaal. Mariette en Marcel zijn aangekomen in het hotel om Nonkel Karel op te halen. Albert vindt zijn muntstukje terug in een stukje taart waar Marcel in beet. Nonkel Karel wil blijven en Francine wordt hier gek van. Nu roept Albert den Bompa terug op en Leo voelt de aanwezigheid van den Bompa. Nonkel Karel zegt tegen Sonja dat hij het niet verstaat dat ze de dochter van Albert is, dat Albert zo een dommerik is en Sonja zo een slim kind. Nonkel Karel wil blijven tot het einde van zijn dagen. Hij vraagt dit aan Albert terwijl hij dronken is met Mariette, Marcel, Leo en Sonja als getuigen. De dag erna is Albert niet content en moet Sonja het aan Francine uitleggen. Met een Orval in de hand vertelt Sonja aan Francine dat Nonkel Karel voor altijd zal blijven. Francine begint te roepen en drink nog een paar Orvals tot ze dronken is. Francine denkt eraan om als wraak haar nonkel Phillemon Van Caneghem, de broer van haar vader, te vragen op logement te komen. Hij leert al dertig jaar viool spelen, hij oefent twee uur per dag en speelt zo vals als een kat. Waarop Albert ook begint te roepen.
Marcel en Mariette vertrekken. Leo, Sonja en Joske zijn nog steeds in het hotel. En nu komt ook Tante Josée op logement. Josée vertelt dat ze Roger met geen stokken meer buiten krijgt. Hij wil niet meekomen. Leo overlegt met Tante Josée om te investeren in het verhuren van kajaks omdat Francine dit niet ziet zitten. Ze komen overeen om kajaks te verhuren en ook om toeristische uitstappen met de bus te maken. Het is steeds dezelfde buschauffeur, genaamd Lode. Sonja ziet haar broer Benny terug in Bouillon, hij heeft niet bijgetekend voor het leger en Albert roept omdat zijn zoon niet bijgetekend heeft. Nonkel Karel is ziek. Hij wil dat zijn eigen huisdokter van Gent naar Herbeumont komt, maar zijn huisdokter blijkt overleden te zijn. Albert roept Bompa op, en Bompa stelt Richard voor, zijn dokter van vroeger. Richard komt speciaal van Antwerpen naar Herbeumont maar kan enkel een allergie vinden. Nonkel Karel moet zich in het ziekenhuis laten onderzoeken en keert terug naar Gent om zich in het UZ te laten behandelen. Leo, Sonja en Josée gaan terug naar huis. Dudu en Benny zijn een koppel geworden. Dudu en Benny vertrekken naar Gent, Dudu heeft haar ontslag gegeven omdat ze niet meer tegen het geroep van Albert kan. Uit de brieven van de klanten blijkt dat alles in het hotel goed is behalve het geroep en getier van de hotelbaas. Ze twijfelen er erg aan om nog ooit terug te komen. Het buurtcomité is ook met een petitie tegen het hotel naar de burgemeester getrokken omdat de rust en stilte door Alberts geroep verstoord wordt. De burgemeester gaat naar het hotel en vertelt dat de situatie heel ernstig is. Albert moet in het gemeentehuis met het buurtcomité spreken en ze komen tot een akkoord.
Het nieuwe kamermeisje heet Viviane. Nonkel Karel is terug in het hotel. Albert is verloren gereden met zijn fiets, hij roept op Bompa. Bompa lacht hem uit en van woede gooit Albert het muntstuk waarmee hij Bompa oproept in de Semois. Nu is hij Bompa voorgoed kwijt. Zijn fiets wordt gestolen. Francine begint door de verdwijning van Albert goed overeen te komen met Nonkel Karel, ze noemt hem zelfs nonkeltje. Albert loopt verder verloren tot in Frankrijk. Er wordt een zoektocht georganiseerd, Nonkel Karel vertrekt te voet met een hoop klanten, André en Marie-Louise vertrekken op de motor. André en Marie-Louise zien iemand fietsen op de fiets van Albert. Ze houden hem tegen, hij heeft de fiets in een tweedehandswinkel in Bertrix gekocht. André rijdt met de fiets naar het hotel. Albert geraakt terug in het hotel. Albert ziet af, hij moet afscheid nemen van den Bompa. De rest had dat al bij de begrafenis moeten doen, Albert moet het nu doen.
Het spookt in het hotel: Het licht gaat vanzelf aan, het vuur gaat vanzelf uit, de stekker van de stofzuiger gaat vanzelf uit het stopcontact, het bedlaken rolt van zichzelf op, de balieplaat gaat vanzelf toe, het licht valt nu ook vanzelf uit en de baliebel gaat vanzelf. Karel zegt tegen Albert dat het Bompa is die spookt, hij heeft de aftershave van Bompa geroken, Karel gelooft nu ook dat Albert Bompa gezien heeft. Er ligt een brief voor Albert en Karel. Bompa schrijft dat alles is zoals het moest zijn. Albert moest kwaad worden en moest het muntstuk wegsmijten want de geesten krijgen opdrachten van hierboven alvorens ze hun vleugels verdienen. Geest Bompa heeft alle stadia doorlopen en zijn vleugels verdiend nu, hij moet niet meer ronddwalen en verschijnen. Hij kan met weduwe Anna nu genieten in de hemel. Hij wordt hierboven de plaaggeest genoemd en zal af en toe nog verschijnen als geest in het hotel. Zo is het het eerste Vlaamse spookhotel. Francine gelooft het niet. Ze vindt het ook raar dat Nonkel Karel nu gelooft dat Albert den Bompa heeft gezien.
André begint met nieuwe kamers te maken op de derde verdieping zodat het hotel kan uitbreiden. Op een bepaald moment raken alle toiletten van het hotel verstopt. Een loodgieter komt kijken maar op dat moment werken de toiletten weer vanzelf zonder dat hij eraan heeft moeten werken. Nonkel Karel en Albert komen tot de conclusie dat de geest van Bompa weer een grap heeft uitgehaald. Albert verliest het bewustzijn door zich te veel op te boeien. Richard en zijn vrouw Bertha hebben het hotel heel even overgenomen zodat Albert en Francine in die tijd wat rust kunnen vinden. Maar doordat alles mank loopt staan Albert en Francine al rap terug. Achmed traint elke morgen met de fiets voor de 100km van Herbeumont.
Albert verspeelt heel veel geld en al zijn aandelen met het kaarten. Hij biecht dit op aan Nonkel Karel. Naast Albert is ook een oud koppeltje hun pensioen kwijt aan de oplichter. Nu Albert niets meer aan de geest van Bompa kan vragen vraagt hij raad aan Nonkel Karel als hij een stommiteit uithaalt. De gokker wil een allerlaatste spel, alles of niets. Achmed wilt in Albert zijn plaats spelen tegen de gokker. Achmed eist echter een ongeopend spel kaarten zodat de oplichter niet meer kan bedriegen met zijn valse kaarten. Achmed wint de aandelen terug.
Ward en Marie-Louise zijn dertig jaar getrouwd en Marie-Louise eist een feest. Dan komt Nonkel Phillemon onaangekondigd voor een week logeren in het hotel. Omdat Francine en Albert niet aanwezig zijn schrijft Nonkel Karel hem in. Albert is in alle staten als hij dit te weten komt. Karel en Phillemon maken regelmatig ruzie. Phillemon vindt de muziek die Karel laat afspelen in het restaurant slecht en Karel wordt gek van Phillemon die zo vals als een kat op zijn viool speelt. André is eindelijk klaar met de derde verdieping en Albert is uiterst tevreden. In het hotel wordt er van alles voorbereid voor de 100km van Herbeumont. Marie-Louise heeft zonder Ward zijn medeweten uitnodigingen verstuurd. Ward moet van haar het hotel afhuren voor hun dertigste huwelijksverjaardag. Francine en Albert zijn ook dertig jaar getrouwd en daarom beslissen Ward en Albert om het samen te doen zonder dat Marie-Louise en Francine dit weten. Karel en Phillemon verlaten het hotel en gaan samen voor een maand naar Avignon. Phillemon zal daar voor het eerst in zijn leven een concert geven. Ondertussen heeft Francine de Chien de Chasse afgehuurd voor hun dertigste huwelijksverjaardag zonder dat Albert dit weet. Dit vertelt André tegen Albert vlak voordat de 100km van Herbeumont begint. Onderweg hangt Achmed in het geniep aan de camionette van André waardoor Achmed de wedstrijd wint. Ward en Albert besluiten om om te wisselen. Ward houdt zijn feest in de Chien de Chasse en Albert in Chez Bompa Lawijt.
Benny arriveert in het hotel. Hij heeft slecht nieuws voor Francine en Albert. Hij en Dudu zijn uit elkaar. Ook Leo en Sonja zijn uit elkaar en Joske woont bij zijn moeder. Leo zegt dat het misschien ooit nog goed kan komen tussen hen omdat ze maar op proef uit elkaar zijn. De huwelijksjubilee vindt plaats. Het hotel krijgt een nieuwe gebuur, de Italiaan Enzo. Marjan, de vrouw van André, logeert even in het hotel. Marie-Louise wil een hond kopen omdat ze veel alleen is. Ward wil echter geen hond maar Marie-Louise voert haar willetje door en koopt er toch een. Nonkel Karel en nonkel Phillemon komen terug uit Avignon. Phillemon heeft er een enorm succes gehad en beslist om in het hotel te blijven.
Ward krijgt twee sterren als kok. Hij heeft een aanbieding gekregen in Waasmunster en gaat daar een eigen zaak beginnen. Ward leidt eerst een nieuwe kok op: Claude-Jean. Ward vertelt aan Albert dat Claude-Jean een goeie kracht is en Claude-Jean wordt aangenomen. Ward verlaat het hotel om zijn nieuwe zaak te beginnen. Zijn vrouw Marie-Louise blijft wel voor het hotel werken met de Steendorp Express. Karel en Phillemon richten een nieuwe club op, de MOEMOK (Muziek Onder Eten Moet Ook Kunnen). Ze geven regelmatig concerten in het hotel en daar komt veel volk op af. Het personeel vindt de muziek van Phillemon niet om aan te horen, enkel Claude-Jean vindt het fantastisch. Frans de facteur komt op bezoek in het hotel.
Francine wil stoppen met het hotel, ze vindt het zinloos om nog verder te doen. Ze denkt dat niemand van haar kinderen het hotel wil voortzetten. Francine heeft een brief ontvangen van Sonja, ze is gescheiden van Leo en heeft een nieuwe vriend leren kennen. Samen met haar nieuwe vriend en haar zoon Joske is ze in Los Angeles gaan wonen. Ze wil zo snel mogelijk met haar nieuwe vriend trouwen. Francine wil het hotel opgeven, zo kan ze nog af en toe haar dochter Sonja nog zien en ze wil ook van het leven nog wat profiteren. Francine neemt nonkel Phillemon in vertrouwen.
Francine en Albert beslissen om een dag naar Antwerpen te gaan om herinneringen op te doen. Ze lopen Benny tegen het lijf en die vertelt dat hij het hotel wil overnemen. Ondertussen heeft Karel Phillemon aan de tand gevoeld en die heeft Francine haar plannen om te stoppen met de zaak doorverteld. Karel brengt het personeel op de hoogte en ze gaan over tot actie. Ze willen geen andere bazen en bezetten het hotel. Als Francine en Albert terugkomen zien ze spandoeken hangen en zijn de deuren gebarricadeerd. Het personeel laat hen en Benny binnen. Het personeel wordt ingelicht dat Benny het hotel zal overnemen. Nonkel Karel en nonkel Phillemon willen in het hotel blijven wonen.
Leo arriveert in het hotel. Hij vertelt dat Tante Josée niet kon meekomen omdat haar man Roger met geen stokken meer buiten te krijgen is en moeilijk doet. Vleugels & Partners wordt opgedoekt en verkocht aan een Duits bedrijf dat er een enorme prijs voor geeft. De aandelen van Chez Bompa Lawijt die voor de helft in Vleugels & Partners zitten schenken Leo en Tante Josée aan Benny. Benny wordt ook erelid van de MOEMOK. Het personeel mag blijven en ze mogen hun nieuwe baas aanspreken als "den Benny". Tante Josée wil heel graag een wereldcruise maken en zoekt nog gezelschap om mee te gaan omdat haar man Roger niet mee wil. Ze wil alle kosten van de reis op zich nemen voor het gezelschap dat met haar mee wil gaan. Albert, Francine, Nonkel Karel en Nonkel Phillemon beslissen om met Tante Josée mee te gaan op wereldcruise en zo eindigt de reeks.

## Stamboom
|  |  |                        |                        |                        |                        |                        |                        |  |  |                   |                   |                   |                   |                     |                     |                     |                     | ?                   | ?                   | ?     | ?     | ?     | ?     |  |  | ?                  | ?                  | ?                  | ?                  | ?                  | ?                  |                   |                   |                   |                   |                |                |                |                |      |      |                |                |                |                |                |                |                |                | ?               | ?               | ?               | ?               | ?               | ?               |              |              | ?                  | ?                  | ?                  | ?                  | ?                  | ?                  |                 |                 |                 |                 |                 |                 |        |        |  |  |                  |                  |                  |                  |                  |                  | ? | ? | ?                     | ?                     | ?                     | ?                     |                       |                       | ? | ? | ?                      | ?                      | ?                      | ?                      |                        |                        |
|  |  |                        |                        |                        |                        |                        |                        |  |  |                   |                   |                   |                   |                     |                     |                     |                     | ?                   | ?                   | ?     | ?     | ?     | ?     |  |  | ?                  | ?                  | ?                  | ?                  | ?                  | ?                  |                   |                   |                   |                   |                |                |                |                |      |      |                |                |                |                |                |                |                |                | ?               | ?               | ?               | ?               | ?               | ?               |              |              | ?                  | ?                  | ?                  | ?                  | ?                  | ?                  |                 |                 |                 |                 |                 |                 |        |        |  |  |                  |                  |                  |                  |                  |                  | ? | ? | ?                     | ?                     | ?                     | ?                     |                       |                       | ? | ? | ?                      | ?                      | ?                      | ?                      |                        |                        |
|  |  |                        |                        |                        |                        |                        |                        |  |  |                   |                   |                   |                   |                     |                     |                     |                     |                     |                     |       |       |       |       |  |  |                    |                    |                    |                    |                    |                    |                   |                   |                   |                   |                |                |                |                |      |      |                |                |                |                |                |                |                |                |                 |                 |                 |                 |                 |                 |              |              |                    |                    |                    |                    |                    |                    |                 |                 |                 |                 |                 |                 |        |        |  |  |                  |                  |                  |                  |                  |                  |   |   |                       |                       |                       |                       |                       |                       |   |   |                        |                        |                        |                        |                        |                        |
|  |  |                        |                        |                        |                        |                        |                        |  |  |                   |                   |                   |                   |                     |                     |                     |                     |                     |                     |       |       |       |       |  |  |                    |                    |                    |                    |                    |                    |                   |                   |                   |                   |                |                |                |                |      |      |                |                |                |                |                |                |                |                |                 |                 |                 |                 |                 |                 |              |              |                    |                    |                    |                    |                    |                    |                 |                 |                 |                 |                 |                 |        |        |  |  |                  |                  |                  |                  |                  |                  |   |   |                       |                       |                       |                       |                       |                       |   |   |                        |                        |                        |                        |                        |                        |
|  |  | ?                      | ?                      | ?                      | ?                      | ?                      | ?                      |  |  | ?                 | ?                 | ?                 | ?                 | ?                   | ?                   |                     |                     | Del †               | Del †               | Del † | Del † | Del † | Del † |  |  | Anna †             | Anna †             | Anna †             | Anna †             | Anna †             | Anna †             |                   |                   | Jos Vleugels †    | Jos Vleugels †    | Jos Vleugels † | Jos Vleugels † | Jos Vleugels † | Jos Vleugels † |      |      | ?              | ?              | ?              | ?              | ?              | ?              |                |                | Karel Van Acker | Karel Van Acker | Karel Van Acker | Karel Van Acker | Karel Van Acker | Karel Van Acker |              |              | Willy Van Acker †  | Willy Van Acker †  | Willy Van Acker †  | Willy Van Acker †  | Willy Van Acker †  | Willy Van Acker †  |                 |                 | ?               | ?               | ?               | ?               | ?      | ?      |  |  | ?                | ?                | ?                | ?                | ?                | ?                |   |   | ?                     | ?                     | ?                     | ?                     | ?                     | ?                     |   |   | Phillemon Van Caneghem | Phillemon Van Caneghem | Phillemon Van Caneghem | Phillemon Van Caneghem | Phillemon Van Caneghem | Phillemon Van Caneghem |
|  |  | ?                      | ?                      | ?                      | ?                      | ?                      | ?                      |  |  | ?                 | ?                 | ?                 | ?                 | ?                   | ?                   |                     |                     | Del †               | Del †               | Del † | Del † | Del † | Del † |  |  | Anna †             | Anna †             | Anna †             | Anna †             | Anna †             | Anna †             |                   |                   | Jos Vleugels †    | Jos Vleugels †    | Jos Vleugels † | Jos Vleugels † | Jos Vleugels † | Jos Vleugels † |      |      | ?              | ?              | ?              | ?              | ?              | ?              |                |                | Karel Van Acker | Karel Van Acker | Karel Van Acker | Karel Van Acker | Karel Van Acker | Karel Van Acker |              |              | Willy Van Acker †  | Willy Van Acker †  | Willy Van Acker †  | Willy Van Acker †  | Willy Van Acker †  | Willy Van Acker †  |                 |                 | ?               | ?               | ?               | ?               | ?      | ?      |  |  | ?                | ?                | ?                | ?                | ?                | ?                |   |   | ?                     | ?                     | ?                     | ?                     | ?                     | ?                     |   |   | Phillemon Van Caneghem | Phillemon Van Caneghem | Phillemon Van Caneghem | Phillemon Van Caneghem | Phillemon Van Caneghem | Phillemon Van Caneghem |
|  |  |                        |                        |                        |                        |                        |                        |  |  |                   |                   |                   |                   |                     |                     |                     |                     |                     |                     |       |       |       |       |  |  |                    |                    |                    |                    |                    |                    |                   |                   |                   |                   |                |                |                |                |      |      |                |                |                |                |                |                |                |                |                 |                 |                 |                 |                 |                 |              |              |                    |                    |                    |                    |                    |                    |                 |                 |                 |                 |                 |                 |        |        |  |  |                  |                  |                  |                  |                  |                  |   |   |                       |                       |                       |                       |                       |                       |   |   |                        |                        |                        |                        |                        |                        |
|  |  |                        |                        |                        |                        |                        |                        |  |  |                   |                   |                   |                   |                     |                     |                     |                     |                     |                     |       |       |       |       |  |  |                    |                    |                    |                    |                    |                    |                   |                   |                   |                   |                |                |                |                |      |      |                |                |                |                |                |                |                |                |                 |                 |                 |                 |                 |                 |              |              |                    |                    |                    |                    |                    |                    |                 |                 |                 |                 |                 |                 |        |        |  |  |                  |                  |                  |                  |                  |                  |   |   |                       |                       |                       |                       |                       |                       |   |   |                        |                        |                        |                        |                        |                        |
|  |  | Angelique Clinckhamers | Angelique Clinckhamers | Angelique Clinckhamers | Angelique Clinckhamers | Angelique Clinckhamers | Angelique Clinckhamers |  |  | Bill Clinckhamers | Bill Clinckhamers | Bill Clinckhamers | Bill Clinckhamers | Bill Clinckhamers   | Bill Clinckhamers   |                     |                     | Lizzy               | Lizzy               | Lizzy | Lizzy | Lizzy | Lizzy |  |  | Josée Clinckhamers | Josée Clinckhamers | Josée Clinckhamers | Josée Clinckhamers | Josée Clinckhamers | Josée Clinckhamers |                   |                   | Paul Vleugels     | Paul Vleugels     | Paul Vleugels  | Paul Vleugels  | Paul Vleugels  | Paul Vleugels  |      |      | Roger Vleugels | Roger Vleugels | Roger Vleugels | Roger Vleugels | Roger Vleugels | Roger Vleugels |                |                | Frieda †        | Frieda †        | Frieda †        | Frieda †        | Frieda †        | Frieda †        |              |              | Mariëtte Van Acker | Mariëtte Van Acker | Mariëtte Van Acker | Mariëtte Van Acker | Mariëtte Van Acker | Mariëtte Van Acker |                 |                 | Marcel          | Marcel          | Marcel          | Marcel          | Marcel | Marcel |  |  | Albert Van Acker | Albert Van Acker | Albert Van Acker | Albert Van Acker | Albert Van Acker | Albert Van Acker |   |   | Francine Van Caneghem | Francine Van Caneghem | Francine Van Caneghem | Francine Van Caneghem | Francine Van Caneghem | Francine Van Caneghem |   |   |                        |                        |                        |                        |                        |                        |
|  |  | Angelique Clinckhamers | Angelique Clinckhamers | Angelique Clinckhamers | Angelique Clinckhamers | Angelique Clinckhamers | Angelique Clinckhamers |  |  | Bill Clinckhamers | Bill Clinckhamers | Bill Clinckhamers | Bill Clinckhamers | Bill Clinckhamers   | Bill Clinckhamers   |                     |                     | Lizzy               | Lizzy               | Lizzy | Lizzy | Lizzy | Lizzy |  |  | Josée Clinckhamers | Josée Clinckhamers | Josée Clinckhamers | Josée Clinckhamers | Josée Clinckhamers | Josée Clinckhamers |                   |                   | Paul Vleugels     | Paul Vleugels     | Paul Vleugels  | Paul Vleugels  | Paul Vleugels  | Paul Vleugels  |      |      | Roger Vleugels | Roger Vleugels | Roger Vleugels | Roger Vleugels | Roger Vleugels | Roger Vleugels |                |                | Frieda †        | Frieda †        | Frieda †        | Frieda †        | Frieda †        | Frieda †        |              |              | Mariëtte Van Acker | Mariëtte Van Acker | Mariëtte Van Acker | Mariëtte Van Acker | Mariëtte Van Acker | Mariëtte Van Acker |                 |                 | Marcel          | Marcel          | Marcel          | Marcel          | Marcel | Marcel |  |  | Albert Van Acker | Albert Van Acker | Albert Van Acker | Albert Van Acker | Albert Van Acker | Albert Van Acker |   |   | Francine Van Caneghem | Francine Van Caneghem | Francine Van Caneghem | Francine Van Caneghem | Francine Van Caneghem | Francine Van Caneghem |   |   |                        |                        |                        |                        |                        |                        |
|  |  |                        |                        |                        |                        |                        |                        |  |  |                   |                   |                   |                   |                     |                     |                     |                     |                     |                     |       |       |       |       |  |  |                    |                    |                    |                    |                    |                    |                   |                   |                   |                   |                |                |                |                |      |      |                |                |                |                |                |                |                |                |                 |                 |                 |                 |                 |                 |              |              |                    |                    |                    |                    |                    |                    |                 |                 |                 |                 |                 |                 |        |        |  |  |                  |                  |                  |                  |                  |                  |   |   |                       |                       |                       |                       |                       |                       |   |   |                        |                        |                        |                        |                        |                        |
|  |  |                        |                        |                        |                        |                        |                        |  |  |                   |                   |                   |                   |                     |                     |                     |                     |                     |                     |       |       |       |       |  |  |                    |                    |                    |                    |                    |                    |                   |                   |                   |                   |                |                |                |                |      |      |                |                |                |                |                |                |                |                |                 |                 |                 |                 |                 |                 |              |              |                    |                    |                    |                    |                    |                    |                 |                 |                 |                 |                 |                 |        |        |  |  |                  |                  |                  |                  |                  |                  |   |   |                       |                       |                       |                       |                       |                       |   |   |                        |                        |                        |                        |                        |                        |
|  |  |                        |                        |                        |                        |                        |                        |  |  |                   |                   |                   |                   | Astrid Clinckhamers | Astrid Clinckhamers | Astrid Clinckhamers | Astrid Clinckhamers | Astrid Clinckhamers | Astrid Clinckhamers |       |       |       |       |  |  |                    |                    |                    |                    | Philippe Vleugels  | Philippe Vleugels  | Philippe Vleugels | Philippe Vleugels | Philippe Vleugels | Philippe Vleugels |                |                | René           | René           | René | René | René           | René           |                |                | Julia Vleugels | Julia Vleugels | Julia Vleugels | Julia Vleugels | Julia Vleugels  | Julia Vleugels  |                 |                 |                 |                 | Leo Vleugels | Leo Vleugels | Leo Vleugels       | Leo Vleugels       | Leo Vleugels       | Leo Vleugels       |                    |                    | Sonja Van Acker | Sonja Van Acker | Sonja Van Acker | Sonja Van Acker | Sonja Van Acker | Sonja Van Acker |        |        |  |  | Benny Van Acker  | Benny Van Acker  | Benny Van Acker  | Benny Van Acker  | Benny Van Acker  | Benny Van Acker  |   |   |                       |                       |                       |                       |                       |                       |   |   |                        |                        |                        |                        |                        |                        |
|  |  |                        |                        |                        |                        |                        |                        |  |  |                   |                   |                   |                   | Astrid Clinckhamers | Astrid Clinckhamers | Astrid Clinckhamers | Astrid Clinckhamers | Astrid Clinckhamers | Astrid Clinckhamers |       |       |       |       |  |  |                    |                    |                    |                    | Philippe Vleugels  | Philippe Vleugels  | Philippe Vleugels | Philippe Vleugels | Philippe Vleugels | Philippe Vleugels |                |                | René           | René           | René | René | René           | René           |                |                | Julia Vleugels | Julia Vleugels | Julia Vleugels | Julia Vleugels | Julia Vleugels  | Julia Vleugels  |                 |                 |                 |                 | Leo Vleugels | Leo Vleugels | Leo Vleugels       | Leo Vleugels       | Leo Vleugels       | Leo Vleugels       |                    |                    | Sonja Van Acker | Sonja Van Acker | Sonja Van Acker | Sonja Van Acker | Sonja Van Acker | Sonja Van Acker |        |        |  |  | Benny Van Acker  | Benny Van Acker  | Benny Van Acker  | Benny Van Acker  | Benny Van Acker  | Benny Van Acker  |   |   |                       |                       |                       |                       |                       |                       |   |   |                        |                        |                        |                        |                        |                        |
|  |  |                        |                        |                        |                        |                        |                        |  |  |                   |                   |                   |                   |                     |                     |                     |                     |                     |                     |       |       |       |       |  |  |                    |                    |                    |                    |                    |                    |                   |                   |                   |                   |                |                |                |                |      |      |                |                |                |                |                |                |                |                |                 |                 |                 |                 |                 |                 |              |              |                    |                    |                    |                    |                    |                    |                 |                 |                 |                 |                 |                 |        |        |  |  |                  |                  |                  |                  |                  |                  |   |   |                       |                       |                       |                       |                       |                       |   |   |                        |                        |                        |                        |                        |                        |
|  |  |                        |                        |                        |                        |                        |                        |  |  |                   |                   |                   |                   |                     |                     |                     |                     |                     |                     |       |       |       |       |  |  |                    |                    |                    |                    |                    |                    |                   |                   |                   |                   |                |                |                |                |      |      |                |                |                |                |                |                |                |                |                 |                 |                 |                 |                 |                 |              |              |                    |                    | Joske Vleugels     |                    |                    |                    |                 |                 |                 |                 |                 |                 |        |        |  |  |                  |                  |                  |                  |                  |                  |   |   |                       |                       |                       |                       |                       |                       |   |   |                        |                        |                        |                        |                        |                        |

Opmerkingen:
- Jos, Frieda, Anna, Del en Willy zijn reeds overleden in het begin van de reeks (†).
- Paul en Josée zijn gescheiden en Josée is hertrouwd met haar schoonbroer Roger.
- René en Julia zijn gescheiden.
- Sonja en Leo scheiden. Nadien vertrekt Sonja met Joske en haar nieuwe vriend naar Los Angeles.

## Bompa Lawijt
De koosnaam "Bompa Lawijt" komt oorspronkelijk uit de televisieserie Bompa. Het personage Albert Van Acker is de schoonvader van Leo Vleugels. Leo Vleugels wordt in de reeks Bompa vader. Daar de acteur Luc Philips in de reeks Bompa met het woord "Bompa" wordt aangesproken, moest men voor Albert Van Acker een andere koosnaam zoeken. Daar Albert gekend is als een zeer luidruchtige persoon wanneer hij spreekt, beslist de familie om hem "Bompa Lawijt" te noemen. Het woord lawijt is een Antwerps dialectwoord en betekent lawaai.

## Rolverdeling

### Hoofdrollen
| Personage                     | Acteur/actrice    |
| ----------------------------- | ----------------- |
| Albert Van Acker              | Bernard Verheyden |
| Francine Van Caneghem         | Denise Zimmerman  |
| Ward Peskens                  | Martin Gyselinck  |
| Marie-Louise De Wilde         | Mariëtte Verley   |
| André Willems                 | Paul Wuyts        |
| Dudu                          | Kadèr Gürbüz      |
| Viviane                       | Maya Moreel       |
| Achmed                        | Dirk Martens      |
| Nonkel Karel Van Acker        | Cyriel Van Gent   |
| Nonkel Phillemon Van Caneghem | André Van Daele   |
| Bompa Jos Vleugels            | Luc Philips       |

### Nevenrollen
| Personage                      | Acteur/actrice        |
| ------------------------------ | --------------------- |
| Leo Vleugels                   | Ruud De Ridder        |
| Sonja Van Acker                | Linda De Ridder       |
| Joske Vleugels                 | Nick Verberckmoes     |
| Josée Clinckhamers             | Jane Peter            |
| Pierre Verselder               | Joris Van den Eynde   |
| Benny Van Acker                | Sven De Ridder        |
| Claude-Jean                    | Door Van Boeckel      |
| Mariëtte Van Acker             | Sonja Gyselinck       |
| Marcel                         | Claude Marissael      |
| Lode Neyskens, de buschauffeur | Melse Van den Branden |
| Richard, de dokter             | Leo Fierens           |
| Frans Cornil, de facteur       | Paul Peeters          |
| Louis, de jager                | Erik Verschueren      |
| Marjan Willems                 | Sandra Walschap       |
| Hector Vandeneynde             | Luc Caals             |

### Gastrollen
| Personage                              | Acteur/actrice       |
| -------------------------------------- | -------------------- |
| Voorzitster vrouwengilde Boortmeerbeek | Leen Van Puymbroeck  |
| Maria Jacobs                           | Josée Van Den Broeck |
| Gustav Nabarro                         | Luk D'Heu            |
| Pamela De Belder                       | Katelijne Verbeke    |
| Maddy                                  | Kit Van den Bergh    |
| Paul                                   | Koen Desmet          |
| Angelique                              | Kaatje Peeters       |
| Pierre                                 | Bernard Le Boudec    |
| Gerard                                 | Rik Rossenbacker     |
| René                                   | Wim Ruys             |
| Margareth                              | Sofie Arras          |
| William                                | John Willaert        |
| Interim chef-kok                       | Dirk Lavrysen        |
| Robert                                 | Nath Mariën          |
| Isabelle                               | An Scherpereel       |
| Pierre                                 | Freddy Steemans      |
| Ferre                                  | Firmin Troukens      |
| Angèle                                 | Sonja Jacobs         |
| Vrouw jong koppeltje                   | Zena Delgado         |
| Man jong koppeltje                     | Francisco Peeters    |
| Burgemeester                           | Jan Hendrickx        |
| Vrouw burgemeester                     | Rachel Geldof        |
| Mevr. Van Aelst                        | Suz Van Boeckel      |
| Mr. Van Duerinck                       | Eddy De Ridder       |
| Mevr. Van Duerinck                     | Conny Smolders       |
| Jos Van Os                             | Walter Smits         |
| Cis De Vis                             | Mark Peeters         |
| Louise De Vis                          | Marina Op de Beeck   |
| Mon Beton                              | Ronny Tiest          |
| Hotelgast                              | Steph Goossens       |
| Roland Dille                           | Gerd De Ley          |
| Mr. Persaet                            | Hans De Weirdt       |
| Mr. Segers                             | Herman Vingerhoets   |
| Mr. Van Parijs                         | Jos Geens            |
| Escorte                                | Fatima Sghiri        |
| Leon                                   | Wim Langeraert       |
| Veronique                              | Marleen Merckx       |
| Mr. De Roeck                           | Wim Van de Velde     |
| Enzo Fenucci                           | Guy Keeren           |
| Bryan                                  | Christophe Stienlet  |
| Santoni                                | Marc Bober           |

## Afleveringen
| Seizoen | Aantal afleveringen | Uitgezonden |  |
| ------- | ------------------- | ----------- |  |
| 1       | 11                  | 1994        |  |
| 2       | 22                  | 1995        |  |
| 3       | 16                  | 1996        |  |
| 4       | 11                  | 1997        |  |

### Seizoen 1
- 1. Alle begin is moeilijk
- 2. Dudu
- 3. De eerste klanten
- 4. Een verward weerzien
- 5. Steendorp Express
- 6. Een lastige klant
- 7. Chien de Chasse
- 8. Miss-verstand
- 9. Volzet
- 10. Hoog bezoek
- 11. Mon Oncle Karel

### Seizoen 2
- 12. Pamela
- 13. De Portugezen
- 14. Brandalarm
- 15. Verbinding verbroken
- 16. Mariette en Marcel
- 17. Ik ben hier, ik blijf hier
- 18. Alle hens aan dek
- 19. Waterzooi
- 20. Ward neemt verlof
- 21. Terug naar Gent
- 22. Alles voor de commerce
- 23. Bompa stilte
- 24. Escargots
- 25. De nachtwacht
- 26. Weg kwijt, Bompa kwijt
- 27. De zoektocht
- 28. Spookhotel
- 29. De Fransen komen
- 30. Filou
- 31. Puisten-pop
- 32. De veelvraat
- 33. Is er een loodgieter???

### Seizoen 3
- 34. De rollen omgedraaid
- 35. Moeit u niet Albert
- 36. Rien ne va plus
- 37. Alles kwijt
- 38. Star Wars
- 39. De kleine
- 40. Nonkel Phillemon
- 41. Spiegeltje aan de wand
- 42. De 100 km van Herbeumont
- 43. Dubbele Jubilee
- 44. De verbouwing
- 45. Marjan
- 46. Jong van geest
- 47. Biljarten
- 48. De vrienden van...
- 49. Grand Chef

### Seizoen 4
- 50. Ik zie sterren
- 51. Hypnose
- 52. Briefgeheim
- 53. MOEMOK
- 54. Warm water uitgevonden
- 55. Klassieke cowboy
- 56. Een dropping
- 57. Bij de beesten af
- 58. Petanque
- 59. Afbouwen
- 60. Eind goed, al goed

Er kwam al een dvd-box met 28 van de eerste 30 afleveringen uit, aflevering 6 (Een lastige klant) en
aflevering 8 (Miss-verstand) ontbraken in deze dvd-box. Vanaf 2013 zijn er volledige afleveringen verschenen op dvd onder de naam vlaamse klassiekers.
- - Chez Bompa Lawijt aflevering 1 tot en met 8 op 2 dvd's
  - Chez Bompa Lawijt aflevering 9 tot en met 16 op 2 dvd's
  - Chez Bompa Lawijt aflevering 17 tot en met 24 op 2 dvd's
  - Chez Bompa Lawijt aflevering 25 tot en met 32 op 2 dvd's
  - Chez Bompa Lawijt aflevering 33 tot en met 40 op 2 dvd's
  - Chez Bompa Lawijt aflevering 41 tot en met 48 op 2 dvd's
  - Chez Bompa Lawijt aflevering 49 tot en met 56 op 2 dvd's
  - Chez Bompa Lawijt aflevering 57 tot en met 60 op 1 dvd